# Manuel López (futbolista)
Manuel López (nacido en 1919 en San Martín Hidalgo, Jalisco) fue un futbolista mexicano que jugaba en la posición de delantero. Jugó para el Club Modelo, Club Deportivo Guadalajara, Club Deportivo Oro, CIDOSA de Orizaba, Club Deportivo SUTAJ, la Selección Jalisco y el Club Deportivo Marte.
Se inició en las fuerzas infantilas del Club Modelo, adquiriendo rápidamente su gusto por la posición de extremo izquierdo. Con el paso del tiempo se le dio la oportunidad de jugar en las juveniles del Club Deportivo Guadalajara, para después emigrar a otros clubs.
De 1936 a 1939 juega con el Club Deportivo Oro y durante el receso de la liga fue contratado por la Compañía industrial de Orizaba para jugar con el CIDOSA de Orizaba, Veracruz. Para 1940 llegó al Club Deportivo SUTAJ, con el que lograría el título de la temporada 1940-41 de la Liga Amateur de Jalisco, siendo entrenado por Clodomiro Martínez.
Debutó el 14 de diciembre de 1941 con la Selección Jalisco en un encuentro frente al Moctezuma de Orizaba, después de haber sido llamado por el entonces entrenador Lorenzo "La Yegua" Camarena, quien había observado su desempeño en la Selección Tapatía. Permaneció con el equipo de la franja dorada hasta su desaparición en 1943, cuando pasa a formar parte de las filas del Club Deportivo Guadalajara una vez más, esta vez de manera profesional, debutando en la Copa México.
En 1945 la cooperativa formada por el Río Grande, el SUTAJ y el Guadalajara quedó disuelta, por lo cual sus jugadores quedaron libres para decidir si emigraban o se quedaban con el conjunto rayado. Fue entonces que Manuel López junto con el "Pelón" Gutiérrez fueron a la capital de México para hablar con el Club de Fútbol Asturias, sin embargo después de llegar a un acuerdo con la institución rojiblanca entonces encabezada por Ignacio López, decidieron permanecer en el equipo.
En 1947 emigra a jugar con el equipo capitalino del Club Deportivo Marte, con el que afrontaría el campeonato 1947-48. A su retiro se dedicó a ser entrenador, llegando a entrenar equipos como el Deportivo SUTAJ en la década de los 1970s en la liga amateur de occidente.